# Viloxazine
La viloxazine, vendue entre autres sous le nom de marque Qelbree.

## Usage médical
La viloxazine est un médicament utilisé pour traiter le trouble déficitaire de l'attention avec hyperactivité . Elle est prise par voie orale . Elle a été utilisée pendant près de 30 ans pour dépression avant d'être interrompu pour des raisons commerciales. La formulation originale était à libération immédiate tandis que celle utilisée pour le TDAH est à libération prolongée .

## Effets secondaires
Les effets secondaires comprennent des troubles du sommeil, des maux de tête, de la somnolence, de la fatigue, des nausées, une sécheresse de la bouche, de la constipation, de l'irritabilité, une accélération du rythme cardiaque et une augmentation de la pression artérielle. Dans de rares cas, il peut provoquer des pensées ou des comportements suicidaires ou entraîner une manie chez les personnes bipolaires . Il existe un faible risque d'utilisation abusive . C'est un inhibiteur sélectif du recaptage de la noradrénaline (NRI).

## Histoire
Viloxazine a été breveté en 1969 et approuvé pour un usage médical au Royaume-Uni en 1974,. Elle est approuvée aux États-Unis en 2021,. Ce n'est pas une substance contrôlée. Aux États-Unis, elle coûte environ 325 USD par mois pour une dose de 200 mg par jour.